# Илия Иванов (географ)
Илия Иванов Христов е български географ, геоморфолог и университетски преподавател, професор в Геолого-географския факултет на Софийския университет „Св. Климент Охридски“.

## Биография
Роден е през 1902 г. в Буцелево, Босилеградско. По-късно се установява в Кюстендил, където работи и завършва гимназиалното си образование. В периода 1922 – 1927 г. е волнонаемен учител във Фердинандско и Радомирско. През 1931 г. завършва география в Софийски университет „Св. Климент Охридски“. След това учителства в Бургас и в Софийската търговска гимназия. През 1949 г. е поканен за преподавател в катедрата по Обща физическа география в Софийския университет. От 1952 г. е редовен доцент по физическа география. Същевременно е назначен за временен ръководител на катедрата по Физическа география на България и континентите, а след избирането му за професор през 1962 г. става редовен ръководител. Председател е на Българското географско дружество в периода 1965 – 1970 г.

## Научна дейност
Интересите на Илия Иванов са в областта на регионалната геоморфология на България, геоморфоложкото райониране и физикогеографското райониране на страната. Работи в областта на климатичната геоморфология и проучва еволюцията на редица планини и котловини в страната – Северозападна Рила, Сапаревобанската, Пернишката и Радомирската котловина. Изучава Източна Рила, Скринският пролом, Пиринското подножие към Санданско-Петричката котловина, оградните планини на Софийската котловина, периглациалният релеф на Рила. Източно от Бобошево установява льосови и льосоподобни седименти.
Чете лекции по Геоморфология на България, Физикогеографско райониране на България, Физическа география на България и други специализиращи дисциплини по геоморфология.
Илия Иванов е с големи заслуги за развитието на физическата география и най-вече ландшафтознанието. Изучава развитието на геофизиката и геохимията на ландшафта, на биогеографските проучвания, на геолого-географското развитие на териториите. Работи върху ландшафтното прогнозиране, методологията и методите в ландшафтознанието.

## Трудове
- Физическа география на България. Учебник за учителските институти (в съавторство). С., 1956, 1962.
- Физическа география Болгарии (в съавторство). Иностранная литература, М., 1960.
- Краищенско-Ихтиманска подобласт. В: География на България, I, БАН, С., 1966
- Рила планина. В: География на България, I, БАН, С., 1966